# Detective de sillón

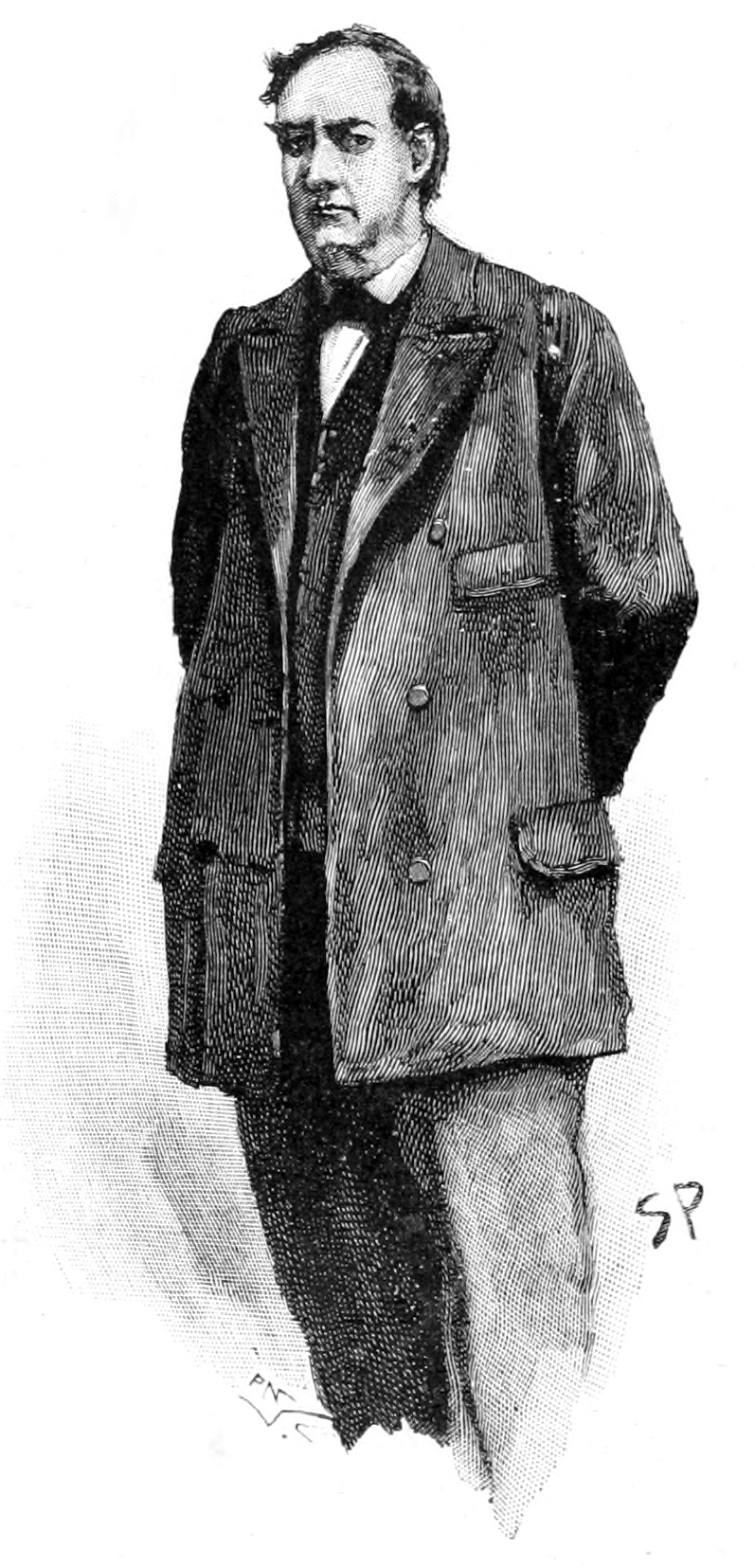
Ilustración de la historia de Sherlock Holmes, El intérprete griego, aparecida en una revista británica en 1893.

Un detective de sillón (del inglés armchair detective) es un detective ficticio que no visita personalmente una escena del crimen y tampoco entrevista a testigos, sino que en cambio lee la historia del crimen en un periódico o hace que otra persona se la cuente. En tanto el detective de salón nunca ve parte alguna de la investigación, los lectores tienen la posibilidad de intentar resolver el misterio en los mismos términos en los que lo hace el detective. La frase en inglés posiblemente se haya originado en una historia de Sherlock Holmes de 1893, The Greek Interpreter (El intérprete griego), en la que Holmes comenta sobre su hermano Mycroft: «Si el arte del detective iniciara y terminara razonando desde un sillón, mi hermano sería el agente criminalista más grande de la historia».

## Ejemplos de detectives de sillón en la ficción
El primer ejemplo de un detective de sillón puede encontrarse en la obra de Edgar Allan Poe. En "El misterio de Marie Rogêt" (1842), C. Auguste Dupin, trabajando exclusivamente a partir de las noticias que lee en los periódicos, llega a la explicación correcta sobre la misteriosa desaparición de una joven.
El anónimo protagonista de The old man in the corner (El viejo de la esquina) de la baronesa Orczy se sienta en un restaurante a hablar con un conocido acerca de casos, y casi siempre al terminar revela que ha resuelto el crimen.
En sus primeras apariciones, Marian Phipps, personaje de historias escritas por Phyllis Bentley, es una detective de sillón que resuelve casos que un amigo policía le envía.
Un uso más literal de este término puede encontrarse en las novelas y novelas cortas de Nero Wolfe, escritas por Rex Stout. Wolfe solo sale de su casa en circunstancias excepcionales y, típicamente, le delega todo el trabajo preliminar de sus casos a su asistente, Archie Goodwin. "Sería un idiota si me parara de esta silla, hecha a mi medida," afirma Wolfe en la novela corta de 1947 "Before I Die" (Antes de que muera).
L Lawliet del manga y ánime Death Note también podría ser considerado un detective de sillón, en tanto resuelve crímenes jamás resueltos y lee los casos que asume en los archivos criminalísticos.

## Revista
La revista de The Armchair Detective fue principalmente un fanzine de misterio que incluía artículos, comentarios, listas, material bibliográfico, etc., que fue iniciada por el fan de la literatura sobre crímenes y bibliógrafo Allen J. Hubin. Fue publicada entre 1967 y 1997.

## Radio y televisión
- The Armchair Detective fue el título de una serie de radio británica creada por Ernest Dudley.
- Armchair Detective también fue el título de una de las primeras series de televisión de KTLA, emisora insignia de Paramount Television Network (aproximadamente 1949-1950).
- Armchair Detectives es el nombre de un programa de juegos de británico presentado por Susan Calman en 2017 en la BBC.